# 코로나19 백신에 대한 잘못된 정보와 기피 현상

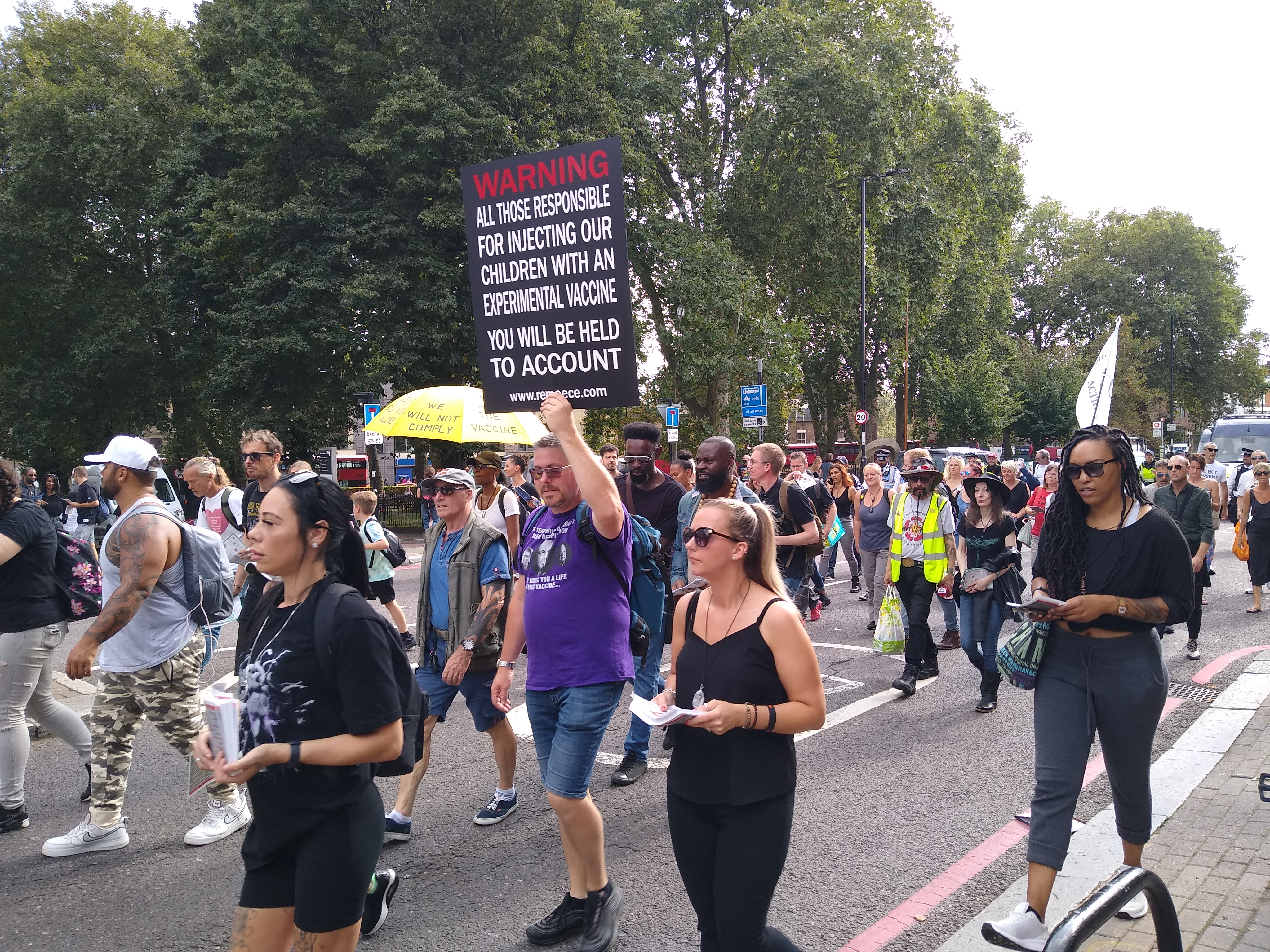
영국 런던 에서 열린 코로나19 백신 접종 반대 시위

많은 국가의 백신 기피 운동가들은 코로나19 백신 부작용에 대한 과장된 주장, 5G와 코로나 19 전파의 연관성, 면역 체계가 작동하는 방식에 대한 잘못된 이해, COVID-19 백신이 언제 어떻게 만들어지는지에 대한 허위 정보룰 기반으로 확인되지 않은 음모론 및 코로나 19 백신에 대한 왜곡된 정보를 퍼뜨으며, 이 잘못된 정보가 확산되어 많은 사람들이 백신 접종을 기피하도록 만들었다. 이로 인해 전 세계의 정부 및 민간 조직은 복권, 의무화 및 행사 무료 입장과 같은 백신 접종을 장려/강제하는 조치를 도입하게 되었으며, 이는 결과적으로 합법성에 대한 잘못된 정보를 더 많이 제공하게 되었다.

## 거짓 정보

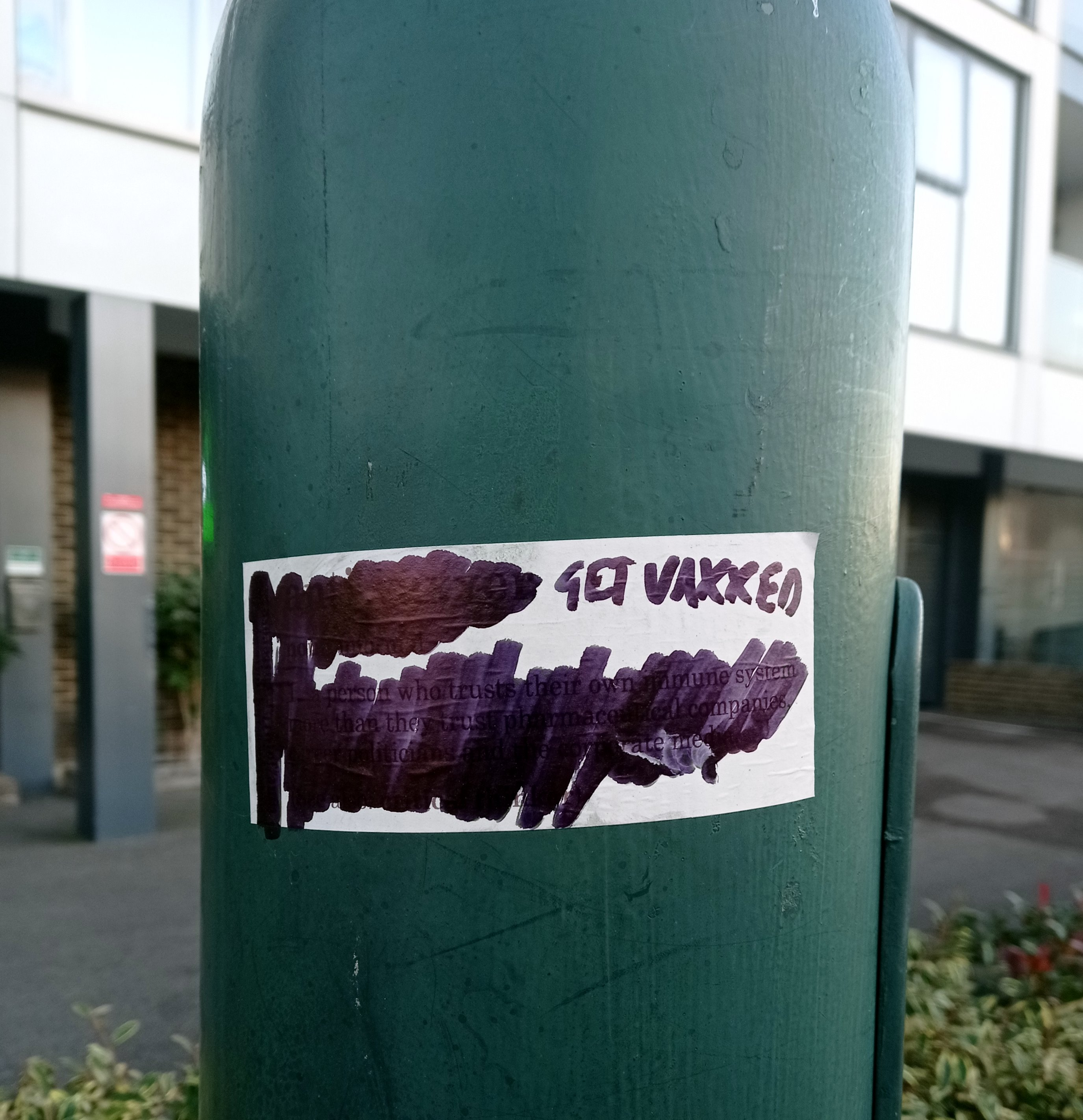
런던 북부에서 백신 홍보를 위해 변경된 백신 기피 스티커

코로나19 백신과 관련하여 세계 여러 지역에 다양한 거짓 정보들이 퍼졌다.

### 코로나19 및 변이에 관련된 주장

#### 코로나19 위험성 경시
백신 출시에 앞서 많은 사람들은 코로나19가 심각한 질병이라는 것에 대해 회의적인 태도를 보였다. 고 탄자니아 대통령 존 마구풀리가 밀어붙인 이 이전의 회의론은 탄자니아 내에서 백신을 기피하는 주요 원인으로 간주된다. 마구폴리는 2020년 중반에 탄자니아에서 코로나19가 사라졌다고 선언하고 코로나9에 대한 치료법으로 약초 요법, 기도 및 증기 흡입을 추진했다.

#### 델타 변이와 백신의 연관성 주장
코로나19 델타 변종이 전 세계적으로 확산되기 시작하면서 백신이 바이러스를 복제할 수 없다는 사실에도 불구하고 COVID-19 백신이 델타 변종을 유발했다는 생각을 악용한 허위 정보 캠페인이 벌어졌다. 마찬가지로 프랑스의 한 바이러스 학자는 이전에 반박된 항체 의존적 증강 이론을 통해 백신의 항체가 코로나19 변이를 만들고 강화했다고 주장했다.

### 조직범죄

#### 가짜 백신
2021년 7월, 인도 경찰은 뭄바이의 사설 백신 접종소에서 옥스퍼드-아스트라제네카 코로나19 백신 대신 가짜 소금물 백신 을 투여한 혐의로 14명을 체포했다. 의료 전문가를 포함한 조직원들은 각 복용량에 대해 $10에서 $17 사이를 청구했으며 2,600명 이상의 사람들이 백신을 받기 위해 비용을 지불했다.
국제형사경찰기구는 2020년 12월 회원국의 법집행기관에 코로나19 백신을 표적으로 하는 조직 범죄 네트워크를 물리적 및 온라인으로 감시하도록 전 세계적인 경보를 발령했다. 세계보건기구는 또한 2021년 3월 많은 보건기관이 백신 공급에 대한 의심스러운 제안을 받은 것에 대해 주의를 당부했다. 또한 다크 웹에서 500달러에서 750달러 사이의 가격으로 일부 백신이 판매되고 있지만 배포 과정을 확인할 수 없다고 언급했다.

#### 가짜 예방 접종 증명서
미국에서는 가짜 예방 접종 증명서를 구매하거나, 예방 접종을 보여주기 위해 의료 기록을 변경하거나, 판매하기 위해 가짜 예방 접종 카드를 만들려는 개인이 급증했다. 하와이에서는 한 휴가객이 위조된 예방 접종 증명서를 소지한 사실이 밝혀진 후 체포되었고, 캘리포니아 의사는 환자의 예방 접종 기록을 위조한 혐의로 체포되었으며, 버몬트 주에서는 세 명의 주 경찰이 위조 예방 접종 증명서를 만드는 데 도움을 준 혐의로 체포되었다. 2021년 8월 미국 관세국경보호청 요원들은 미국에 배포하기 위해 선전시에서 발송된 3,000개 이상의 가짜 백신 접종 증명서가 들어 있는 121개의 를 압수했다.
2021년 8월에 발표된 체크포인트 연구에 따르면 가짜 예방접종 증명서가 증명서 당 100~120달러 사이의 가격을 형성하며 메시징 앱을 통해 판매되고 있다. 국제형사경찰기구는 입국 시 코로나19 음성 판정을 요구하는 국가와 공급되는 가짜 예방접종 증명서의 증가 수준 사이에 직접적인 상관관계가 있다고 밝혔다.

#### 백신 무용론

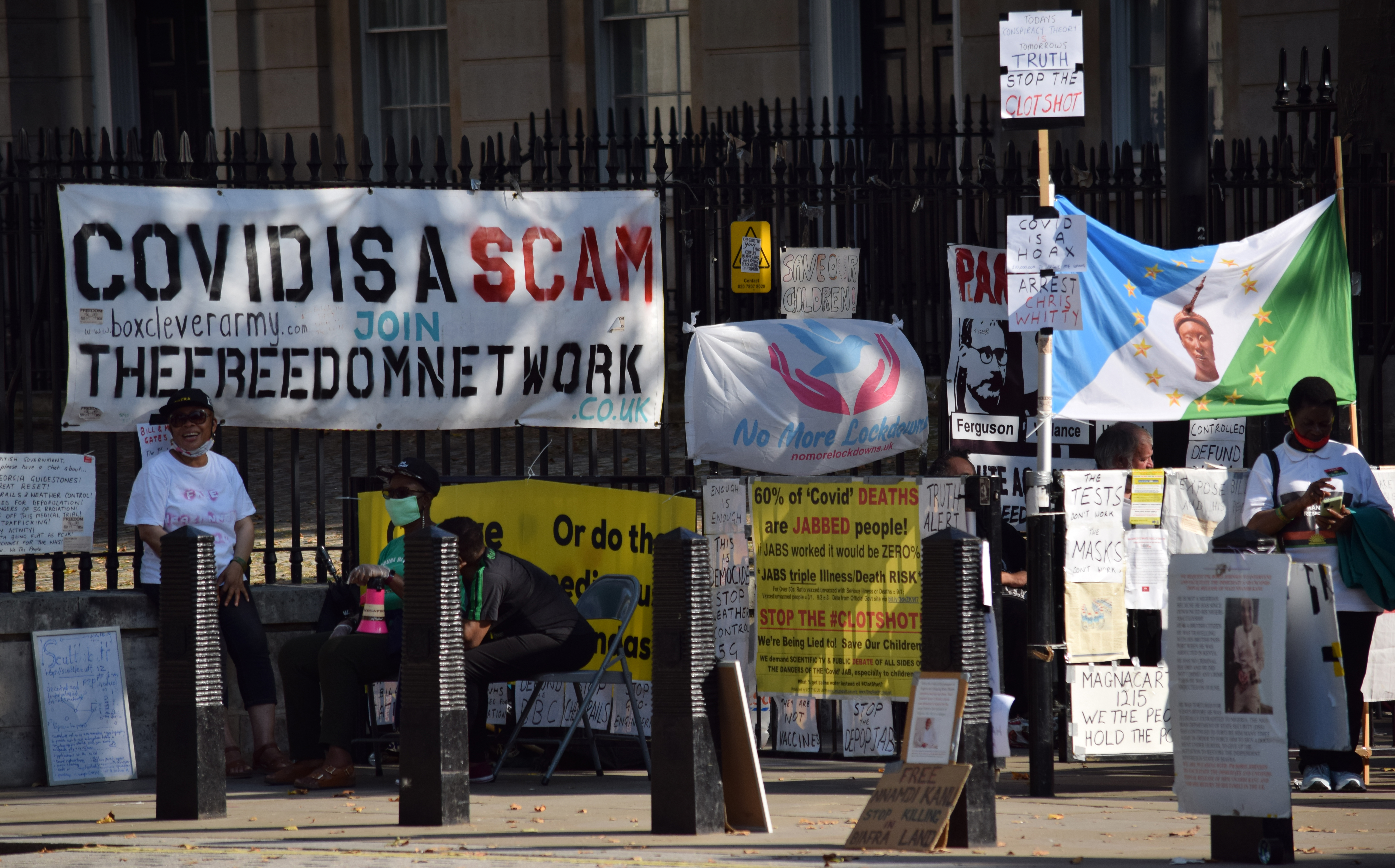
예방 접종에 반대하는 시위자들이 "코로나 사망자의 60%는 백신을 맞은 사람들"라고 적은 포스터

COVID-19 백신의 효능에 대해 통계 데이터의 잘못된 해석에 근거한 반복적인 주장이 제기되었다. COVID-19 관련 입원 및 사망 중 백신 접종 환자의 비율이 높다는 사실을 인지한 후 일반 인구 중 백신 접종자의 높은 비율을 고려하지 않고 백신의 비효율성(또는 낮은 유효성)에 대한 결론을 내리는 오류가 자주 발생하는 등 기저율 오류를 범했다. 또는 COVID-19 중증 질환 발병 위험이 높은 사람들이 우선적으로 예방 접종을 받는 경향을 고려하지 않고 심슨의 역설을 무시한다.

#### 재생산 건강
2020년 12월 유럽 의약품청에 제출한 청원서에서 독일 의사 Wolfgang Wodarg 와 영국 연구원 Michael Yeadon은 증거 없이 mRNA 백신이 태반 형성에 필요한 syncytin-1 단백질을 표적으로 하여 여성의 불임을 유발할 수 있다고 주장했으며,  이를 통해 백신 임상시험을 중단하라고 주장했다. 이 청원은 곧 소셜 미디어에 널리 퍼졌다. 나중에 영국의 젊은 여성을 대상으로 한 설문 조사에서 4분의 1 이상이 재생산에 미치는 영향에 대한 우려 때문에 코로나19 백신을 거부할 것이라고 밝혔다. Andrologia의 한 연구에 따르면 미국에서 COVID 백신의 긴급 사용 승인 이후 COVID-19 백신 접종과 생식력에 대한 부작용 사이의 연관성이 추정되는 것과 관련된 구글 검색량이 증가했으며, 이는 재생산에 미치는 영향에 대한 우려가 주요 원인임을 백신 기피의 주요 원인임을 나타낸다.  Syncytin-1과 백신이 표적으로 삼는 코로나바이러스 스파이크단백질은 수백 개의 아미노산 중 4개의 아미노산 서열만 공유하는 등 크게 다르다. 화이자-바이오엔테크 코로나19 백신을 사람에게 투여한 정상 용량의 300배 이상으로 투입한 쥐에 대해 실시한 연구에서 암컷 쥐의 생식력이나 백신을 주사한 쥐의 자손의 건강에 문제가 생겼다는 증거는 발견되지 않았다. David Gorski 는 Science-Based Medicine 에 Wodarg와 Yeadon이 "말도 안되는 추측에 근거하여 [...] 진정한 두려움을 불러일으키고 있다"고 썼다.
마이애미의 사립학교인 Centner Academy 는 백신을 접종한 사람이 SARS-CoV-2 스파이크 단백질을 " 발산 "하여 월경 불규칙 또는 유산과 같이 백신을 접종하지 않은 여성의 재생산 건강에 대한 기타 유해한 영향을 유발할 수 있다는 잘못된 주장을 인용해 코로나19 백신을 접종한 교사를 고용하지 않겠다고 발표했다. 다른 사업체들은 예방 접종을 받은 사람들이 바이러스를 퍼뜨릴 수 있다는 우려를 이유로 예방 접종 고객에게 서비스를 제공하는 것을 거부했다. 이 주장을 옹호하는 일부 사람들은 백신 접종을 받은 사람들로부터 자신을 보호하기 위해 안면 마스크 사용과 사회적 거리두기를 권장하기도 했다. 산부인과 전문의이자 의학 칼럼니스트인 Jen Gunter 는 현재 미국에서 승인된 백신 중 어느 것도 "백신을 접종하지 않은 사람에게 월경, 임신 등에 대해 영향을 줄 수 없다"라고 말했다.

#### 벨 마비
2020년 말, 화이자-바이오엔테크 COVID-19 백신이 임상시험 참가자들에게 벨 마비를 일으켰다는 주장이 소셜 미디어에 퍼졌다. 원래 2020년 이전에 게시된 여러 사진이 이러한 게시물과 함께 제공되었으며 이러한 참가자로 잘못 표시되었다. 실제 시험 기간 동안 22,000명의 시험 참가자 중 4명이 실제로 벨 마비에 걸렸다. FDA는 "백신 그룹에서 보고된 벨 마비의 빈도가 일반 인구에서 예상되는 배경 비율과 일치한다"고 관찰했다.
주요 COVID-19 백신과 벨마비 사이에 인과관계가 있는지 여부에 대한 논쟁은 여전히 진행 중이다. 그러나 대부분의 전문가들은 연관이 존재하더라도 매우 드물게 발생하고 그 영향이 적다는 데 동의한다(전형적인 팬데믹 이전 연도의 경우 100,000명당 ~10건 vs 100,000건당 3-7건). 벨 마비는 일반적으로 일시적이며 많은 백신 예방 접종 후에 발생하는 것으로 알려져 있다.

#### 혈전
페이스북과 인스타그램에 게시된 비디오들은 mRNA 백신을 접종한 사람의 62%가 혈전 을 일으키고 화이자의 COVID-19 백신이 "1~2분 안에" 혈액을 응고시킨다는 증거 없이 주장했다. 연구에 따르면 AstraZeneca 및 Janssen COVID-19 백신 과 혈소판 감소 증후군(TTS)을 동반한 혈전증으로 알려진 희귀 응고 장애 사이의 가능한 인과 관계가 발견되었지만 대부분의 사람들에게는 발생할 위험이 낮으며 확인된 보고는 2021년 10월 기준 미국에서 1500만명이 넘는 얀센 백신 접종자 중에서 47명에 불과하다. 2021년 영국의학저널에 발표된 연구에 따르면 SARS-CoV-2 감염은 아스트라제네카 백신보다 혈전을 유발할 가능성이 약 200배 더 높다.

#### 암
Natural News  웹 사이트는 COVID-19에 대한 mRNA 백신이 종양억제유전자를 비활성화하여 암을 유발할 수 있다는 주장을 발표했다. 이 주장은 MSKCC( Memorial Sloan Kettering Cancer Center )의 2018년 연구에서 백신에 사용되는 mRNA를 포함하지 않은 허위 진술에 근거한 것이다. 연구는 특정 mRNA 분자의 전사 오류가 종양 억제 단백질의 생성을 방해할 수 있음을 발견했으나 백신에 사용되는 mRNA는 인위적으로 만들어지며 일단 만들어지면 전사 오류의 위험이 없다.

#### 프리온병
코로나바이러스감영증-19에 대한 J. Bart ClasmRNA 백신이 프리온 질병을 유발할 수 있다고 주장하는 널리 공유된 2021년 Facebook 게시물은 J. Bart Classen 의 논문을 기반으로 한다. 이 논문은 Microbiology and Infectious Diseases 에 게재되었으며, 이 저널의 출판사인 Scivision Publishers는 빌의 목록에 포함되어 있는 약탈적 출판사이다. NewsGuard에 따르면 Classen이 자신의 주장에 대해 발표한 유일한 증거는 "화이자/BioNTech COVID -19 백신에 대한 불특정 분석"에 대한 간략한 요약이었다. 컬럼비아 대학의 미생물학 및 면역학 교수인 빈센트 라카니엘로( 는 그 주장이 "완전히 틀렸다"고 설명했다. 이전의 mRNA 백신은 인간에서 테스트되었으며 프리온 질병을 유발하는 것으로 밝혀지지 않았다. 백신에 포함된 mRNA는 백신을 접종한 사람의 세포에 들어간 후 며칠 이내에 분해되어 뇌에 축적되지 않는다. 미국 알츠하이머 협회는 현재 이용 가능한 코로나19 백신이 알츠하이머병 및 기타 형태의 치매 환자에게 안전하다고 밝혔다.

#### 소아마비 백신
카메룬의 소셜 미디어 게시물은 소아마비 백신에 COVID-19가 포함되어 있다는 음모론을 주장했으며, 이는 COVID-19 대유행으로 인한 물류 및 자금 조달의 어려움을 넘어 소아마비 박멸을 더욱 어렵게 만들었다.

#### 항체의존면역증강
항체의존면역증강 (ADE)은 감염이나 예방 접종을 통해서 하나의 바이러스에 대한 항체를 가진 사람이 비슷한 두 번째 바이러스에 감염되었을 때 바이러스 표면 단백질에서 발생하는 특이적 반응으로 더 나쁜 질병으로 발전할 수 있는 현상이다. 항체의존면역증강은 많은 경우 시험관 및 동물 연구에서 관찰되며 인간에 대해서는 드물게 나타난다. 연구원들은 "매우 드물게 발생하는 현상이며,  개발 중인 모든 백신 후보에게 물어봐야한다."라고 말했다.
팬데믹 이전에, 힝체의존면역증강은  중증급성호흡기증후군( SARS )을 유발하는 바이러스인 SARS-CoV 백신을 접종한 실험실 설치류에 대한 동물 연구에서 관찰되었지만, 현재까지 인간이 아닌 영장류를 대상으로 한 시험, 인간을 대상으로 한 임상 시험 또는 승인된 백신의 광범위한 사용 이후 코로나19 백신에 대해 관찰된 사건은 없다. 백신 접종 반대 활동가들은 코로나19 백신 접종을 피해야 하는 이유로 항체의존면역증강을 꼽았다.

#### 백신을 사인으로 주장
이탈리아, 오스트리아, 한국, 독일, 스페인, 미국, 노르웨이, 벨기에, 페루를 포함한 여러 국가에서 알려진 "백신 접종 후 사망"을 "백신 접종으로 인한 사망"으로 잘못 해석하는 경우가 일어났다. 이들은 증상 사례와 데이터를 잘못 해석한 것으로 밝혀졌다.

#### 자화
일부 소셜 미디어 사용자는 백신이 사람들을 자화시켜 금속 물체가 몸에 달라붙게 한다고 주장했다. 인스타그램, 페이스북, 트위터, 유튜브, 틱톡 등 소셜미디어 플랫폼에는 예방접종을 하면 사람의 팔에 마이크로칩을 이식한다고 주장하며 주사 부위에 자석이 붙는 사람들의 영상이 퍼졌다. 2021년 6월 오하이오 하원 보건 위원회에서 공화당에 의해 전문가 증인으로 출석한 반백신 활동가 셰리 텐페니(는 백신 접종이 5G 기지국과 인터페이스를 생성한다고 주장했다.
5G 호환 칩은 내부 직경이 0.26~0.41mm인 COVID-19 백신을 투여하는 데 사용되는 바늘 구멍보다 약 13배 더 크다. 대부분의 마이크로칩은 강자성 부품을 포함하지 않으며 대부분 실리콘으로 만들어진다. 피부가 약간 기름져있는 경우 자석과 같은 매끈한 물체가 피부에 달라붙을 수 있다. 미국 또는 유럽에서 사용이 승인된 COVID-19 백신에는 자성 또는 금속 성분이나 마이크로칩이 포함되어 있지 않으며, 대신 백신에는 단백질, 물, 염, 지방질, 완충 용액 등이 포함되어 있다.

## 백신 기피

### 미국

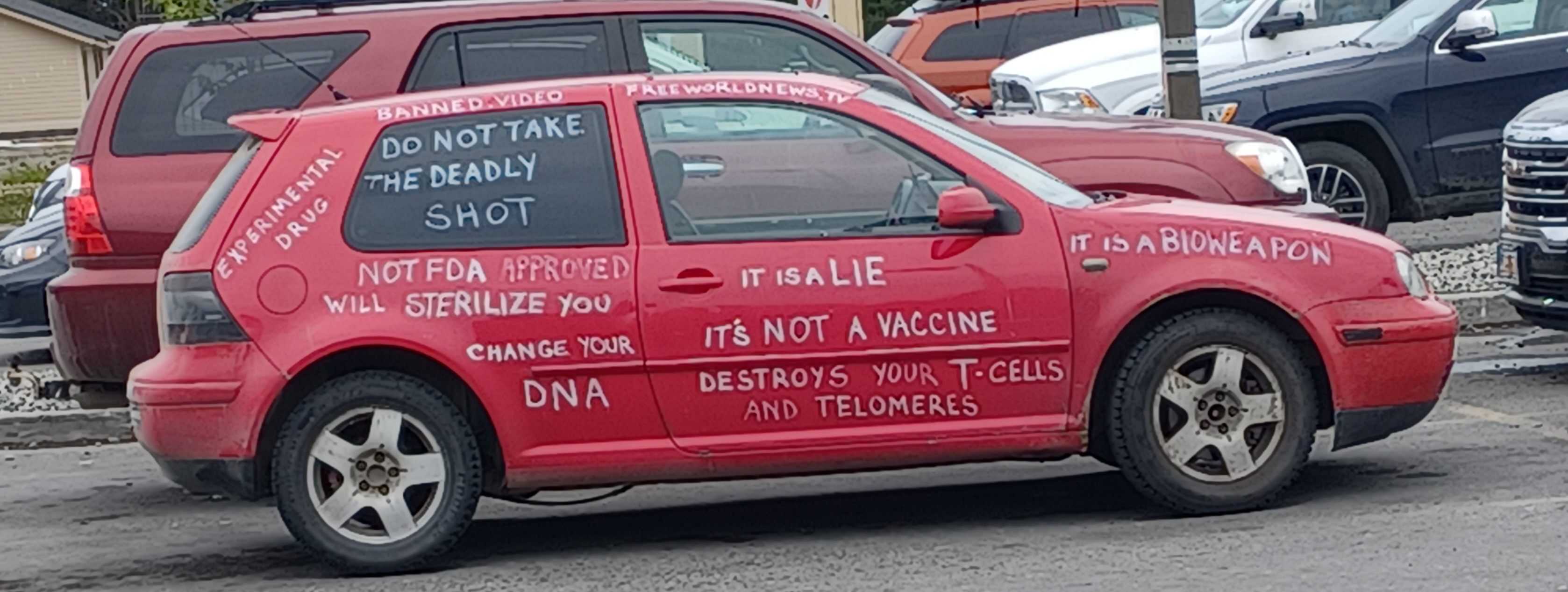
백신 음모론이 적힌 차량

미국에서 코로나19 백신 기피 현상은 지역에 따라 큰 차이가 존재하지만, 지역에 관계없이 의료 전문가는 일반 대중보다 더 높은 비율로 예방 접종을 받는다. 두 설문 조사에 따르면 미국 국민의 67% 또는 80%가 COVID-19에 대한 새로운 백신 접종을 받아들일 것이며, 이는 교육 수준, 고용 상태, 인종 및 지역에 따라 큰 차이를 보인다. 2021년 1월에 실시된 미국 연구에 따르면 과학과 과학자에 대한 신뢰도는 아직 예방 접종을 받지 않은 사람들 사이에서 코로나19 예방 접종을 받을 가능성과 밀접한 연관이 있다. 2021년 3월 미국 성인의 19%가 예방 접종을 받았다고 응답했고 50%는 예방 접종을 맞을 계획이 있다고 응답했다.

뉴욕 타임스에 따르면 2021년 8월 기준으로 18-44세의 뉴욕 거주하는 흑인 중 28%만이 백신을 접종했으며, 라틴계 거주자의 48% 및 해당 연령 그룹의 백인 거주자의 52%와 차이를 보였다. 인터뷰 대상자들은 백신 접종을 꺼리는 이유로 정부에 대한 불신, 의료적 인종차별 경험, 터스키기 매독 실험과 같은 흑인을 대상으로 했던 과거 의료 실험을 꼽았다. 폴란드 바르샤바 대학교의 한 교수는 과거 구소련식 공산주의를 경험한 국가일수록 의료 불신이 더 높았고, 강제 접종 규정을 도입한 국가에서 백신 접종을 주저하는 모습을 볼 수 있다는 연구 결과가 나왔다고 발표했다.

## 대책

### 백신 패스
일부 국가에서는 백신 접종 추적 시스템이나 앱을 사용해 백신 접종자에게 특정 자유를 허용하고 있다. 프랑스에서는 2021년 7월 새로운 법이 통과된 후 모든 성인이 식당, 카페, 박물관, 스포츠 경기장과 같은 특정 장소에 들어가기 전에 백신 패스를 제시해야 한다. 이탈리아는 2021년 9월 정부가 2021년 10월부터 공공 또는 민간 부문의 모든 노동자에게 백신 패스를 요구하는 법령을 발표한 후 첫 번째 백신 접종을 받은 사람의 수가 40% 증가했다고 발표했다.. 슬로베니아와그리스와 같은 국가에서도 유사한 제도가 시행되었다. 리투아니아는 12세 이상의 시민이 대부분의 공공 실내 공간에 들어갈 때 제시해야 하는 예방 접종 증명서를 도입했다.

### 공인 및 유명 인사의 접종 권고
많은 공인과 연예인들이 코로나19 예방 접종을 받았다고 공개적으로 선언하고 사람들에게 예방 접종을 받을 것을 독려했다. 많은 사람들이 백신 기피와 코로나19 백신과 관련된 음모론에 대응하기 위해 접종을 비디오를 녹화하거나 문서화했다.

#### 정치인
키리아코스 미초타키스, 마이크 펜스, 조 바이든, 조지 W. 부시, 빌 클린턴, 달라이 라마, 나렌드라 모디, 쥐스탱 트뤼도, 알렉산드리아 오카시오코르테스, 낸시 펠로시, 카멀라 해리스, 문재인을 비롯한 많은 전현직 국가 지도자들은 자신이 백신을 접종하는 사진을 올려 사람들에게 백신 접종을 독려했다.

### 백신 의무화
프랑스에서는 2021년 9월부터 모든 의료 종사자가 최소 1회 백신 접종을 받아야 하며, 군인과 소방관 등에게도 적용된다. 2021년 11월 오스트리아는 전국적인 백신 의무화를 도입하겠다고 발표했다.
미국에서는 많은 기업, 학교 및 대학, 의료 서비스 제공자, 정부 및 주 부서에서 백신 의무화 명령을 발표했다. 많은 명령이 의학적 또는 종교적 이유로 인한 거부 시 그 대안으로 정기적으로 검사를 받을 수 있도록 허용하였지만, 2021년 9월에 서명된 연방행정명령에는 이러한 예외조항이 포함되지 않았다. 또한 특정 집단에게만 백신 접종을 의무화하는 경우도 있었으며,  럿거스 대학교는 학생과 의료 및 공공 안전 직원에게만 백신을 의무화하였다. 종교적 이유로 거부할 수 없다고 주장한 의료 종사자들을 위해 뉴욕 판사가 임시로 하나를 차단하고, 애리조나 법무장관이 연방 공무원과 100명 이상을 고용하는 기업에 대한 백신 의무화 조치에 대해 조 바이든 행정부를 고소하는 등 명령에 대한 반발이 있었다. 백신 명령에 대한 추가 반발은 캘리포니아에 있는 보안관 사무소에서 "폭군적인 행정권 남용에 대한 최후의 방어선"으로서 어떤 백신 명령도 시행하지 않을 것이라고 발표하는 등 지역 수준에서 목격되었으며,  대량 사임이 발생하기도 했다.

## 같이 보기
- 코로나19 범유행에 관한 음모론과 허위 정보